# Lutamator paradiseus
Lutamator paradiseus är en kräftdjursart som beskrevs av Ohtsuka, Boxshall och Michitaka Shimomura 2005. Lutamator paradiseus ingår i släktet Lutamator och familjen Aetideidae. Inga underarter finns listade i Catalogue of Life.